# Incondicional (canção de Gloria Groove)
Incondicional é uma canção do cantor drag queen brasileiro Gloria Groove, lançada em 8 de maio de 2020 e conta com a parceria de sua mãe, Gina Garcia.

## Vídeo musical
O videoclipe foi lançado em 8 de maio de 2020 e conta com a produção de Kika Simões. Por conta do isolamento imposto pelo COVID-19, o clipe foi gravado casa da família de Groove, o que coube para que o projeto tivesse uma ar mais intimista sobre a relação de mãe e filho, de acordo com a produtora.

## Históricos de lançamento
| Região | Data              | Formato                    | Gravadora |
| ------ | ----------------- | -------------------------- | --------- |
| Mundo  | 8 de maio de 2020 | download digital streaming | SB Music  |